# 우시쿠 대불
우시쿠 대불(일본어: 牛久大仏 우시쿠 다이부쓰[*])은 일본 이바라키현 우시쿠시에 있는 대불이다. 1993년에 완공되었으며 10m(33피트)의 받침대와 10m의 연꽃대를 포함하여 총 높이가 120m(390피트)다. 1993년부터 2008년까지 가장 높은 동상 기록을 보유했으며 2023년 기준으로 세계에서 5번째로 높은 동상이다.